# Metátesis de enlace sigma
La metátesis de enlace sigma es una reacción química en la que un enlace sigma metal-ligando sufre metátesis (intercambio de partes) con el enlace sigma en algún reactivo. La reacción se ilustra mediante el intercambio de complejo de metilo de lutecio (III) con un hidrocarburo (R-H):
{\displaystyle \mathrm {(C_{5}Me_{5})_{2}Lu-CH_{3}\ +\ R-H\ {\xrightarrow {\ }}(C_{5}Me_{5})_{2}Lu-R+\ CH_{4}\ } }
Esta reactividad fue observada por primera vez por Patricia Watson, investigadora de duPont.
La reacción se observa principalmente para complejos de metales con configuración d0, por ejemplo, en complejos de Sc (III), Zr (IV), Nb (IV), Ta (V), etc. Los complejos de elementos f también participan, independientemente del número de electrones f. Se cree que la reacción se produce por cicloadición. De hecho, la velocidad de la reacción se caracteriza por una entropía altamente negativa de activación, que indica un estado de transición ordenado. Para metales no aptos en redox, la metátesis de enlace sigma proporciona una vía para introducir sustituyentes.
La reacción atrajo mucha atención porque los hidrocarburos son normalmente sustratos no reactivos, mientras que en algunas metástasis de enlaces sigma lo son. Lamentablemente, la reacción no permite fácilmente la introducción de grupos funcionales. Se ha sugerido que las reacciones de deshidroacoplamiento proceden mediante metátesis de enlace sigma.
Los compuestos trivalentes de organolantánido [LnCp*2X] son muy reactivos y con sustituyentes pequeños y adecuados como X = Me, H; son unos de los pocos sistemas capaces de intercambiar enlaces C–H, mediante este proceso de metátesis de enlaces σ:

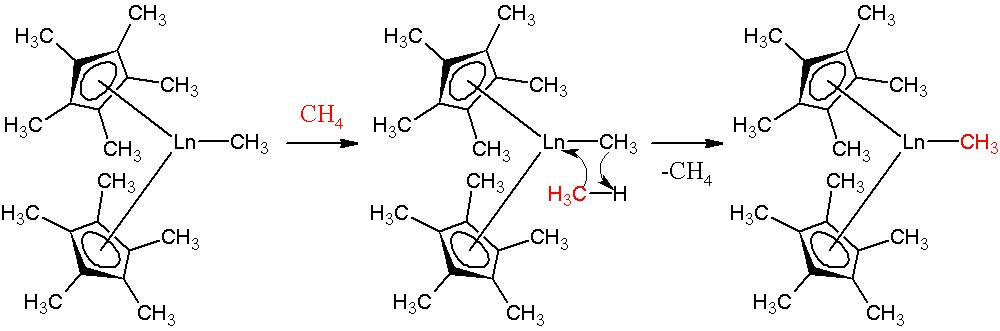
Metátesis de enlace C-H (σ). El complejo actúa como una base fuerte que desprotona el alcano (en rojo).